# Sociedad Religiosa de los Amigos

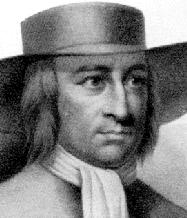
George Fox ayudó a fundar el cuaquerismo en 1652. Actualmente, hay alrededor de 377.000 cuáqueros en el mundo.

La Sociedad Religiosa de los Amigos o Iglesia de los Amigos, generalmente conocida como los cuáqueros o amigos, es una comunidad religiosa disidente de origen cristiano protestante, fundada en Inglaterra por George Fox (1624-1691). Aunque ellos mismos se llamaron «amigos», el pueblo los llamó quakers o «tembladores» (quake significa «temblor» en inglés), tal vez en alusión a la instrucción dada por George Fox a sus seguidores de «temblad en el nombre del Señor», y también puede corresponder a la experiencia de quienes temblaban cuando eran «movidos» por el Espíritu Santo. La expresión Quaker en español se traduce como «cuáquero».
Se extendieron en Estados Unidos por las actividades de William Penn, especialmente en el estado de Pensilvania. No tienen un credo oficial, ni dogmas, ni ritos, ni lealtad a un líder incuestionable, ni reuniones obligatorias, ni profetas, sino portavoces. Los cuáqueros pueden llegar a tener creencias diversas, en diferentes países y a escala nacional. A pesar de eso, son considerados una de las iglesias históricamente pacifistas.
Los cuáqueros pertenecen a un conjunto de confesiones históricamente cristianas protestantes. Los miembros de estos movimientos están generalmente unidos por la creencia en la capacidad de cada ser humano para experimentar la luz interior o ver "la de Dios en cada persona". Algunos profesan un sacerdocio de todos los creyentes inspirado en la Primera Epístola de Pedro (1 Pedro 2:9). Entre los cuáqueros se incluyen personas que tienen comprensiones del cristianismo evangélicas, de santidad, liberales o cuáqueras tradicionales. También existen algunos cuáqueros no teístas, cuya práctica espiritual no se basa en la existencia de Dios. En diferentes grados, los Amigos evitan los credos y las estructuras jerárquicas. En 2007, había unos 359.000 cuáqueros adultos en todo el mundo. En 2017, había 377.557 cuáqueros adultos, el 49% de ellos en África.
Alrededor del 89% de los cuáqueros de todo el mundo pertenecen a ramas "evangélicas" y "programadas", que celebran servicios con cantos y un mensaje bíblico preparado y coordinado por un pastor. Un 11% practica el culto en espera, o culto no programado (comúnmente llamado Reunión para Culto), donde el orden no planificado del servicio es principalmente silencioso y puede incluir un ministerio vocal no preparado de parte de los presentes. Algunas reuniones de ambos tipos cuentan con la presencia de Ministros Registrados, Amigos reconocidos por su don de ministerio vocal.
El movimiento cristiano protoevangélico conocido como cuaquerismo surgió en la Inglaterra de mediados del siglo XVII a partir de los legatinos-arianos (también llamados seekers o buscadores) y otros grupos protestantes disidentes que rompieron con la Iglesia de Inglaterra establecida. Los cuáqueros, especialmente los Sesenta Valientes, trataron de convertir a otros viajando a lo largo de Gran Bretaña y el extranjero predicando el Evangelio. Algunos de los primeros ministros cuáqueros eran mujeres. Basaban su mensaje en la creencia de que "Cristo ha venido a enseñar a su pueblo en persona", enfatizando las relaciones directas con Dios a través de Jesucristo y la creencia directa en el sacerdocio universal de todos los creyentes. Esta experiencia religiosa personal de Cristo se adquiría mediante la experiencia directa y la lectura y el estudio de la Biblia. Los cuáqueros centraban su vida privada en una conducta y una forma de hablar que reflejaran la pureza emocional y la luz de Dios, con el objetivo de alcanzar la perfección cristiana.
Los antiguos cuáqueros eran conocidos por rehusarse a participar en la guerra, por vestir indumentaria llana, por negarse a prestar juramento, por oponerse a la esclavitud y practicar la abstemia. Algunos cuáqueros fundaron bancos e instituciones financieras, como Barclays, Lloyds y Friends Provident, fabricantes, como la firma de calzado C. & J. Clark y los tres grandes fabricantes británicos de confitería Cadbury, Rowntree y Fry, así como esfuerzos filantrópicos, como la abolición de la esclavitud, la reforma penitenciaria y la justicia social. En 1947, los cuáqueros representados por el Friends Service Council británico y el American Friends Service Committee estadounidense recibieron el Premio Nobel de la Paz.
Para un grupo religioso más interesado en la defensa de la reforma social que en la industria, los cuáqueros ostentan una impresionante lista de nombres comerciales conocidos: los bancos Barclays y Lloyds, las zapaterías Clarks y firmas de galletas como Huntley & Palmers y Carrs son apenas algunas de las empresas fundadas por miembros de ese grupo pacifista y tuvieron mucho éxito en la comercialización de chocolate.

## Historia

### Comienzos en Inglaterra
Durante y después de la Guerra Civil inglesa (1642-1651) surgieron muchos grupos cristianos disidentes, como los Buscadores (seekers) y otros. Un joven, George Fox, estaba insatisfecho con las enseñanzas tanto de la Iglesia de Inglaterra como de los inconformistas. Afirmó haber recibido una revelación de que "hay uno, Cristo Jesús, que puede hablar a tu condición", y se convenció de que era posible tener una experiencia directa de Cristo sin la ayuda del clero ordenado. En 1652 dijo haber tenido una visión en la colina de Pendle, en Lancashire (Inglaterra), en la que decía que "el Señor me hizo ver en qué lugares tenía que reunirse un gran pueblo". A continuación viajó por Inglaterra, los Países Bajos y Barbados predicando y enseñando con el objetivo de convertir a nuevos adeptos a su fe. El tema central de su mensaje evangélico era que Cristo había venido a enseñar a su pueblo en persona. Fox se consideraba a sí mismo como el restaurador de una iglesia cristiana verdadera y "pura".
En 1650, Fox fue llevado ante los magistrados Gervase Bennet y Nathaniel Barton, acusado de blasfemia religiosa. Según la autobiografía de Fox, Bennet "fue el primero que nos llamó cuáqueros, porque les hice temblar ante la palabra del Señor." (p. 125; en inglés, el verbo quake significa "temblar"). Se cree que Fox se refería a Isaías 66:2 o a Esdras 9:4. Así, el nombre de cuáquero comenzó como una forma de ridiculizar las admoniciones de Fox, pero llegó a ser ampliamente aceptado y utilizado por algunos cuáqueros. Los cuáqueros también se describían a sí mismos utilizando términos como cristianismo verdadero, santos, hijos de la luz y amigos de la verdad, reflejando términos utilizados en el Nuevo Testamento por los miembros de la iglesia cristiana primitiva.

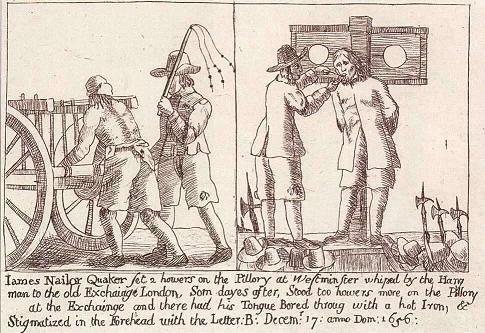
James Nayler, un destacado líder cuáquero, siendo puesto en la picota y azotado

El cuaquerismo ganó un considerable número de seguidores en Inglaterra y Gales, particularmente entre las mujeres. Un discurso "Al Lector" hecho por Mary Forster acompañaba una Petición al Parlamento de Inglaterra presentada el 20 de mayo de 1659, en la que se expresaba la oposición de más de 7.000 mujeres a "la opresión de los Diezmos". El número total de cuáqueros aumentó hasta alcanzar un máximo de 60.000 en Inglaterra y Gales para 1680 (1,15% de la población de Inglaterra y Gales). Sin embargo, el discurso dominante del protestantismo consideraba a los cuáqueros como un desafío blasfemo al orden social y político, lo que llevó a la persecución oficial en Inglaterra y Gales en virtud de la Ley de Uniformidad de 1662 y la Ley de Conventículos de 1664. Esta persecución de los Disidentes se relajó tras la Declaración de Indulgencia (1687-1688) y se detuvo con la Ley de Tolerancia de 1689.
Una perspectiva moderna del cuaquerismo en esta época era que se animaba a una relación directa con Cristo a través de la espiritualización de las relaciones humanas, y "la redefinición de los cuáqueros como una tribu santa, 'la familia y el hogar de Dios'". Junto con Margaret Fell, la esposa de Thomas Fell, que era el vicecanciller del Ducado de Lancaster y un eminente juez, Fox desarrolló nuevas concepciones de la familia y la comunidad que hacían hincapié en la "conversación santa": un habla y conducta que reflejaran la piedad, la fe y el amor. Con la reestructuración de la familia y el hogar llegaron nuevos roles para las mujeres: Fox y Fell consideraban que la madre cuáquera era esencial para desarrollar una "conversación santa" en sus hijos y en su marido. Las mujeres cuáqueras también eran responsables de la espiritualidad de la comunidad en general, juntándose en "reuniones" que regulaban el matrimonio y el comportamiento doméstico.

### Migración a Norteamérica
La persecución a los cuáqueros en Norteamérica comenzó en julio de 1656, cuando las misioneras cuáqueras inglesas Mary Fisher y Ann Austin comenzaron a predicar en Boston. Fueron consideradas herejes por su insistencia en la obediencia individual a la luz interior. Fueron encarceladas durante cinco semanas y desterradas por la Colonia de la Bahía de Massachusetts. Sus libros fueron quemados y la mayoría de sus propiedades confiscadas. Fueron encarceladas en condiciones terribles y luego deportadas.
En 1660, la cuáquera inglesa Mary Dyer fue llevada a la horca cerca del parque Boston Common por desafiar repetidamente una ley puritana que prohibía la presencia de cuáqueros en la colonia. Fue una de los cuatro cuáqueros ejecutados, conocidos como los mártires de Boston. En 1661, el rey Carlos II prohibió que en Massachusetts se ejecutara a nadie por profesar el cuaquerismo. En 1684, Inglaterra revocó la carta de Massachusetts, envió a un gobernador real para hacer cumplir las leyes inglesas en 1686 y, en 1689, aprobó una amplia Ley de Tolerancia.

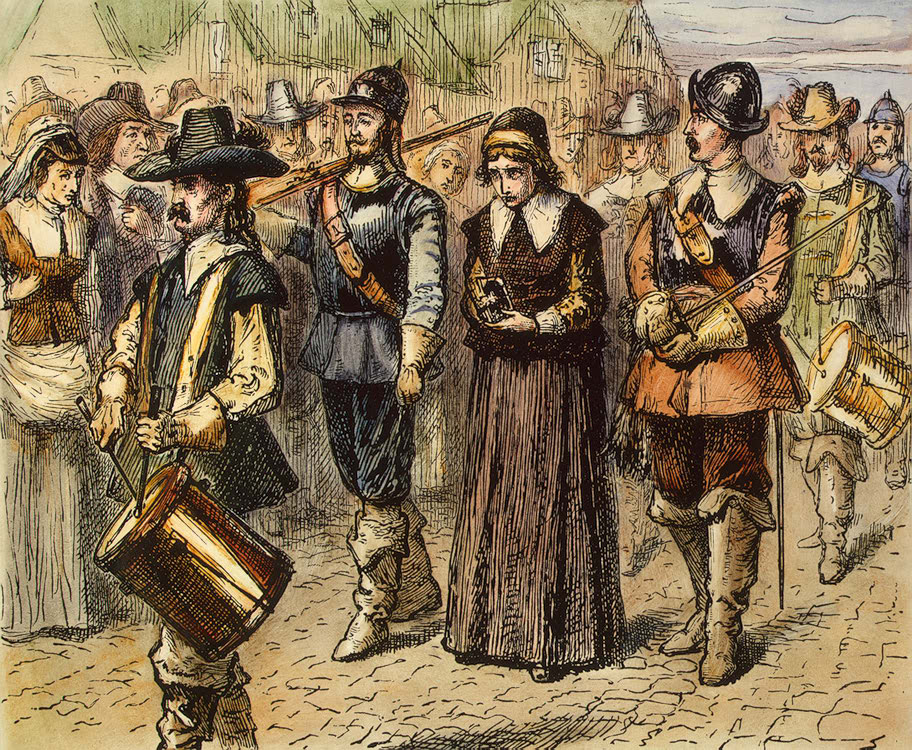
La cuáquera Mary Dyer conducida a su ejecución en el Boston Common, 1 de junio de 1660

Algunos Amigos emigraron a lo que hoy es la región noreste de los Estados Unidos en la década de 1660 en busca de oportunidades económicas y un entorno más tolerante en el que construir comunidades de "conversación sagrada". En 1665 los cuáqueros establecieron una reunión en Shrewsbury, Nueva Jersey (actual condado de Monmouth), y construyeron una casa de reuniones en 1672 que fue visitada por Jorge Fox ese mismo año. Lograron establecer comunidades prósperas en el valle del Delaware, aunque siguieron sufriendo persecución en algunas zonas, como Nueva Inglaterra. Las tres colonias que toleraban a los cuáqueros en esta época eran Jersey Occidental, Rhode Island y Pensilvania, donde los cuáqueros se establecieron políticamente. En Rhode Island, 36 gobernadores en los primeros 100 años fueron cuáqueros. Jersey Occidental y Pensilvania fueron establecidas por el acaudalado cuáquero William Penn en 1676 y 1682 respectivamente, siendo Pensilvania una mancomunidad estadounidense liderada bajo los principios cuáqueros. William Penn firmó un tratado de paz con Tamanend (también llamado Tammany), líder de la tribu de los Delaware, al que siguieron otros tratados entre cuáqueros y nativos americanos. Esta paz duró casi un siglo, hasta la masacre de Penn's Creek de 1755. Los primeros cuáqueros coloniales también establecieron comunidades y casas de reunión en Carolina del Norte y Maryland, tras huir de la persecución de la Iglesia Anglicana en Virginia.
En una entrevista realizada en 2007, el escritor David Yount (How the Quakers Invented America, Cómo los cuáqueros inventaron a los Estados Unidos) afirmó que los cuáqueros fueron los primeros en introducir muchas ideas que más tarde se convirtieron en ideas principales, como la democracia en la legislatura de Pensilvania, la Carta de Derechos de la Constitución de los EE. UU. de los cuáqueros de Rhode Island, el juicio con jurado, la igualdad de derechos para hombres y mujeres y la educación pública. La Campana de la Libertad fue fundida por los cuáqueros en Filadelfia, Pensilvania.

### Quietismo
Los primeros cuáqueros toleraban comportamientos bulliciosos que desafiaban la etiqueta convencional, pero hacia 1700 ya no apoyaban comportamientos alborotadores o revoltosos. Durante el siglo XVIII, los cuáqueros entraron en el periodo quietista de la historia de su iglesia, volviéndose más introvertidos espiritualmente y menos activos en la conversión de otros. Casarse fuera de la Sociedad era motivo de revocación de la condición de miembro. El número de miembros se redujo a 19.800 en Inglaterra y Gales para 1800 (0,21% de la población) y a 13.859 para 1860 (0,07% de la población). El nombre formal de «Sociedad Religiosa de los Amigos» data de este periodo y probablemente se derivó de los apelativos «Amigos de la Luz» y «Amigos de la Verdad».

### Cismas
Alrededor de la época de la Guerra Revolucionaria estadounidense, algunos cuáqueros estadounidenses se separaron de la Sociedad de los Amigos principal por cuestiones tales como el apoyo a la guerra, formando grupos como los Cuáqueros Libres (Free Quakers) y los Amigos Universales (Universal Friends). Posteriormente, en el siglo XIX, se produjo una diversificación de las creencias teológicas en el seno de la Sociedad Religiosa de los Amigos, lo que dio lugar a varias divisiones mayores dentro del movimiento.

#### Escisión hicksitas-ortodoxos
Un gran cisma entre los Amigos estuvo relacionado con las ideas del predicador cuáquero itinerante Elias Hicks. Tensiones doctrinales entre los Amigos debidas a las enseñanzas de Hicks habían surgido ya en 1808 y, a medida que la influencia de Hicks creció, destacados Amigos públicos evangélicos ingleses visitantes, como William Forster y Anna Braithwaite, se vieron impulsados a viajar al estado de Nueva York en el periodo comprendido entre 1821 y 1827 para denunciar sus opiniones. 
La escisión entre hicksitas y ortodoxos surgió de tensiones ideológicas y socioeconómicas. Los hicksitas de la Junta Anual de Filadelfia eran en su mayoría agrarios y más pobres que los cuáqueros ortodoxos, más urbanos y ricos. Con un éxito financiero creciente, los cuáqueros ortodoxos querían «hacer de la Sociedad un organismo más respetable – transformar su secta en una iglesia – adoptando la ortodoxia protestante dominante». Los hicksitas, aunque tenían una gran variedad de opiniones, en general veían la economía de mercado como algo corrupto, y creían que los cuáqueros ortodoxos habían sacrificado su espiritualidad cristiana ortodoxa a cambio del éxito material. Los hicksitas consideraban la Biblia como algo secundario frente al cultivo individual de la luz interior de Dios.
Con el giro de los cuáqueros gurneyitas hacia principios protestantes y lejos de la espiritualización de las relaciones humanas, el papel de las mujeres como promotoras de la «conversación sagrada» comenzó a disminuir. Por el contrario, dentro del movimiento hicksita, el rechazo a la economía de mercado y la continua atención a los lazos comunitarios y familiares tendieron a animar a las mujeres a conservar su papel como árbitras poderosas.
Se afirmaba que las opiniones religiosas de Elias Hicks eran universalistas y contradecían las creencias y prácticas cristianas ortodoxas históricas de los cuáqueros. La predicación y las enseñanzas evangélicas de Hicks precipitaron la Gran Separación de 1827, que dio lugar a un sistema paralelo de Juntas Anuales en los Estados Unidos, al que se unieron Amigos de Filadelfia, Nueva York, Ohio, Indiana y Baltimore. Los opositores se referían a ellos con el término de hicksitas y otros, y a veces se llamaban a sí mismos ortodoxos. Los cuáqueros de Gran Bretaña solo reconocieron a los cuáqueros ortodoxos y se negaron a mantener correspondencia con los hicksitas.

#### Controvesia Beaconita
Isaac Crewdson fue un ministro registrado en Mánchester. Su libro de 1835 A Beacon to the Society of Friends (Un faro para la Sociedad de Amigos) insistía en que la luz interior estaba en desacuerdo con la creencia religiosa en la salvación por la expiación de Cristo. Esta controversia cristiana llevó a la dimisión de Crewdson de la Sociedad Religiosa de Amigos, junto con 48 compañeros de la Reunión de Mánchester y unos 250 cuáqueros británicos más entre 1836 y 1837. Algunos de ellos se unieron a los Hermanos de Plymouth.

#### Surgimiento del cuaquerismo gurneyita y el cisma gurneyita-conservador

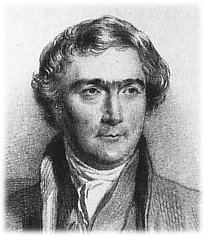
Joseph John Gurney fue un destacado Amigo británico del y un fuerte defensor de los puntos de vista evangélicos

Los Amigos ortodoxos se volvieron más evangélicos durante el siglo XIX y se vieron influidos por el Segundo Gran Despertar. Este movimiento fue liderado por el cuáquero británico Joseph John Gurney. Los Amigos Cristianos celebraron reuniones de avivamiento en los Estados Unidos y se involucraron en el movimiento de santidad de las iglesias. Cuáqueros como Hannah Whitall Smith y Robert Pearsall Smith se convirtieron en oradores del movimiento religioso e introdujeron en él frases y prácticas cuáqueras. Amigos británicos se involucraron en el movimiento de la Vida Superior, y el cuáquero Robert Wilson, de la reunión de Cockermouth, fundó la Convención de Keswick A partir de la década de 1870 se hizo común en Gran Bretaña la celebración de «reuniones misioneras en casa» los domingos por la noche con himnos cristianos y un sermón basado en la Biblia, junto con las reuniones silenciosas para el culto del domingo por la mañana.
Las reuniones anuales cuáqueras que apoyaban las creencias religiosas de Joseph John Gurney se conocían como reuniones anuales gurneyitas. Muchas de ellas acabaron convirtiéndose en la Junta de Cinco Años (Five Years Meeting) y luego en la Junta de Amigos Unidos (Friends United Meeting), aunque la Junta Anual de Londres, que había sido fuertemente gurneyista en el siglo XIX, no se unió a ninguna de ellas. Estas juntas anuales cuáqueras constituyen la mayor proporción de cuáqueros en el mundo en la actualidad.
A algunos cuáqueros ortodoxos de los Estados Unidos no les gustó el cambio hacia el cristianismo evangélico y lo vieron como una dilución de la creencia cristiana ortodoxa tradicional de los Amigos de ser guiados interiormente por el Espíritu Santo. Estos Amigos estaban encabezados por John Wilbur, que fue expulsado de su junta anual en 1842. Él y sus partidarios formaron su propia Junta Anual de Amigos Conservadores. Algunos Amigos del Reino Unido se separaron de la Junta Anual de Londres por la misma razón en 1865. Formaron un cuerpo separado de Amigos llamado Junta General de Fritchley (Fritchley General Meeting), que permaneció distinta y separada de la Junta Anual de Londres hasta 1968. En Canadá se produjeron divisiones similares. Las Juntas Anuales que apoyaban las creencias religiosas de John Wilbur fueron conocidas allí como Amigos Conservadores.

### Declaración de Richmond
En 1887, un cuáquero gurneyita de ascendencia británica, Joseph Bevan Braithwaite, propuso a los Amigos una declaración de fe conocida como la Declaración de Richmond. Esta declaración de fe fue acordada por 95 de los representantes en una reunión de los Amigos de la Junta de Cinco Años, pero inesperadamente la Declaración de Richmond no fue adoptada por la Junta Anual de Londres porque una minoría vocal, que incluía a Edward Grubb, se opuso a ella.

## Creencias
Aunque no existe ningún credo oficial para la Sociedad Religiosa de los Amigos, los cuáqueros han expresado por escrito su fe en los denominados Testimonios Cuáqueros, que forman la base de su fe y de su práctica.
Desde los inicios del movimiento, muchos cuáqueros manifestaron su intención de «encontrar la verdad» y de revivir las experiencias del cristianismo primitivo. De esa manera, algunos destacados dirigentes se sintieron guiados por el Espíritu Santo, por las Sagradas Escrituras y, más particularmente, por una voz o luz interior que les revelaba el camino para encontrar la verdad espiritual. Con respecto a esta voz interior, típicamente se usa la frase inglesa "a still, small voice" (que viene de 1 Reyes 19:12, la cual así se traduce en la Versión Autorizada del Rey Jacobo y la cual la Biblia de Jerusalén traduce como "el susurro de una brisa suave").
Así pues, una de las creencias más peculiares del cuaquerismo es esta convicción de que cada persona lleva algo de lo divino dentro de sí; cada persona puede tener un contacto directo con Dios, sin necesidad de recurrir a sacerdotes ni a sacramentos.
En esta convicción se basa también, en gran parte, la diversidad de creencias particulares que conviven dentro de la comunidad cuáquera mundial, desde las Iglesias Evangélicas de los Amigos, tan difundidas en el mundo hispano, hasta las comunidades universalistas.
Los cuáqueros, en general, defienden la justicia, la vida sencilla, la honradez estricta y el pacifismo. Cuestionan la religión establecida, evitan la pomposidad y la guía sacerdotal. También sostienen que en cuanto cristianos, mujeres y hombres, pueden y deben participar en el ministerio religioso.
La base de sus creencias son los Testimonios cuáqueros y los principios compartidos por todas las ramas cuáqueras son Paz, Verdad o integridad, Igualdad y Simplicidad.

## Adoración
La adoración de los cuáqueros no programados (también llamados en espera o silentes) consiste en una reunión silenciosa de más o menos una hora, durante la cual toda persona puede ser llamada a ofrecer un mensaje que proviene del Espíritu Santo. Entre los cuáqueros programados, en cambio, también suele haber adoración silenciosa, pero durante menos tiempo, y como parte de un servicio religioso más del estilo protestante. Los cuáqueros programados también usualmente tienen pastores.
Hay congregaciones dispersas por todo el mundo: Reino Unido cuenta con 27 000 cuáqueros en 500 congregaciones («reuniones»). Todos los amigos en Inglaterra pertenecen a la Reunión Anual de Gran Bretaña y son «no programados».
Estados Unidos tienen una población cuáquera de alrededor de 100.000 personas. Esta población es bastante diversa. Consiste en comunidades de todas las variedades de amigos, incluso de no programados universalistas (muchos afiliados a la Conferencia General de Amigos o Friends General Conference), No programados cristocéntricos (Cuáqueros conservadores), Programados cristocéntricos (muchos afiliados a la Reunión Unida de Amigos o Friends United Meeting), y Cuáqueros evangélicos (muchos afiliados a la Internacional de Amigos Evangélicos o Evangelical Friends International). En muchos casos, hay poca comunicación entre estas tendencias dentro de la propia Sociedad Religiosa de los Amigos.
Existen reuniones cuáqueras en Asia, Oceanía, Latinoamérica y África. Aparte de los Cuáqueros de Australia y Nueva Zelanda, la inmensa mayoría de los cuáqueros son  programados y de teología y piedad evangélica. Hay más de 180.000 amigos en África Oriental, de quienes casi todos, si no todos, son programados y evangélicos. Kenia sola tiene más de 118.000 cuáqueros. También hay comunidades muy pequeñas de cuáqueros en Europa, en los países exsoviéticos, y algunos grupos en Latinoamérica.
Los cuáqueros se cuentan entre las iglesias pacíficas históricas. Se destacan por su obra en pos de la paz, los derechos humanos y la reforma social. En 1947 se otorgó a la sociedad de amigos el Premio Nobel de la Paz, recibiéndolo en representación del movimiento la Friends Service Council (Londres) y American Friends Service Committee (Filadelfia).
Los cuáqueros rechazaron la esclavitud desde su aparición en Inglaterra. Fueron los primeros que la condenaron en los Estados Unidos, incluso antes de la independencia de ese país. En Inglaterra apoyaron el movimiento antibelicista Unión de Control Democrático aun en momentos de gran apoyo nacional a los esfuerzos de guerra.
- Además de cuáqueros no programados y cuáqueros programados existen otra clasificación según su estilo de vida:
  - Antigua orden. Llevan estilo de vida sencilla, gente llana e indumentaria llana. La historia de este grupo de anabaptistas se caracteriza por sus reiteradas migraciones, en busca de lugares donde establecerse y donde sus prácticas se acepten sin interferencia del estado o la sociedad (a más de 50 kilómetros de la civilización moderna). Rechazan las nuevas tecnologías, la electricidad, internet, teléfono móvil... Son según la comunidad y variedad de grupo religioso más o menos radicales. Además rechazan el servicio militar, ser militares, ser de fuerza de seguridad y tomar partido en cualquier clase de guerra.
  - Nueva orden. Actúan como una iglesia protestante tradicional. Aceptan la vida moderna, aunque con limitaciones. Según la comunidad, pueden rechazar la radio, la TV, internet, la informática, los ordenadores, tener coche propio, telefonía móvil... O no rechazar nada de nada.

## Teología
Las creencias teológicas de los cuáqueros varían considerablemente. La tolerancia de la disidencia varía ampliamente entre las reuniones anuales. La mayoría de los Amigos creen en la revelación continua: que Dios revela continuamente la verdad directamente a los individuos. George Fox, un "early Friend", dijo: "Cristo ha venido a enseñar a su pueblo él mismo" Los Amigos a menudo se centran en tratar de escuchar a Dios. Como escribió Isaac Penington en 1670, "No basta con oír hablar de Cristo, o leer sobre Cristo, sino que esto es lo importante: sentirlo como mi raíz, mi vida y mi fundamento..." Los cuáqueros rechazan la idea de sacerdote, creyendo en el sacerdocio de todos los creyentes. Algunos expresan su concepto de Dios utilizando frases como "la luz interior", "luz interior de Cristo" o "Espíritu Santo".
Entre los Amigos siempre han existido diversas creencias teológicas, interpretaciones de la "guía del Espíritu Santo" y declaraciones de "fe y práctica". Debido en parte al énfasis en la guía inmediata del Espíritu Santo, las doctrinas cuáqueras sólo han sido codificadas a veces como declaraciones de fe, confesiones o textos teológicos. Los que existen incluyen la Carta al Gobernador de Barbados (Fox, 1671), Apología de la verdadera divinidad cristiana (Barclay, 1678), Catecismo y confesión de fe (Barclay, 1690), The Testimony of the Society of Friends on the Continent of America (adoptado conjuntamente por todas las Juntas anuales ortodoxas de los Estados Unidos, 1830), la Declaración de Fe de Richmond (adoptada por la Reunión de los Cinco Años, 1887), y Verdades esenciales (Jones y Wood, adoptada por la Reunión de los Cinco Años, 1922). La mayoría de las juntas anuales hacen una declaración pública de fe en su propio Libro de Disciplina, expresando el discipulado cristiano dentro de la experiencia de los Amigos en esa junta anual.

### Conservadores

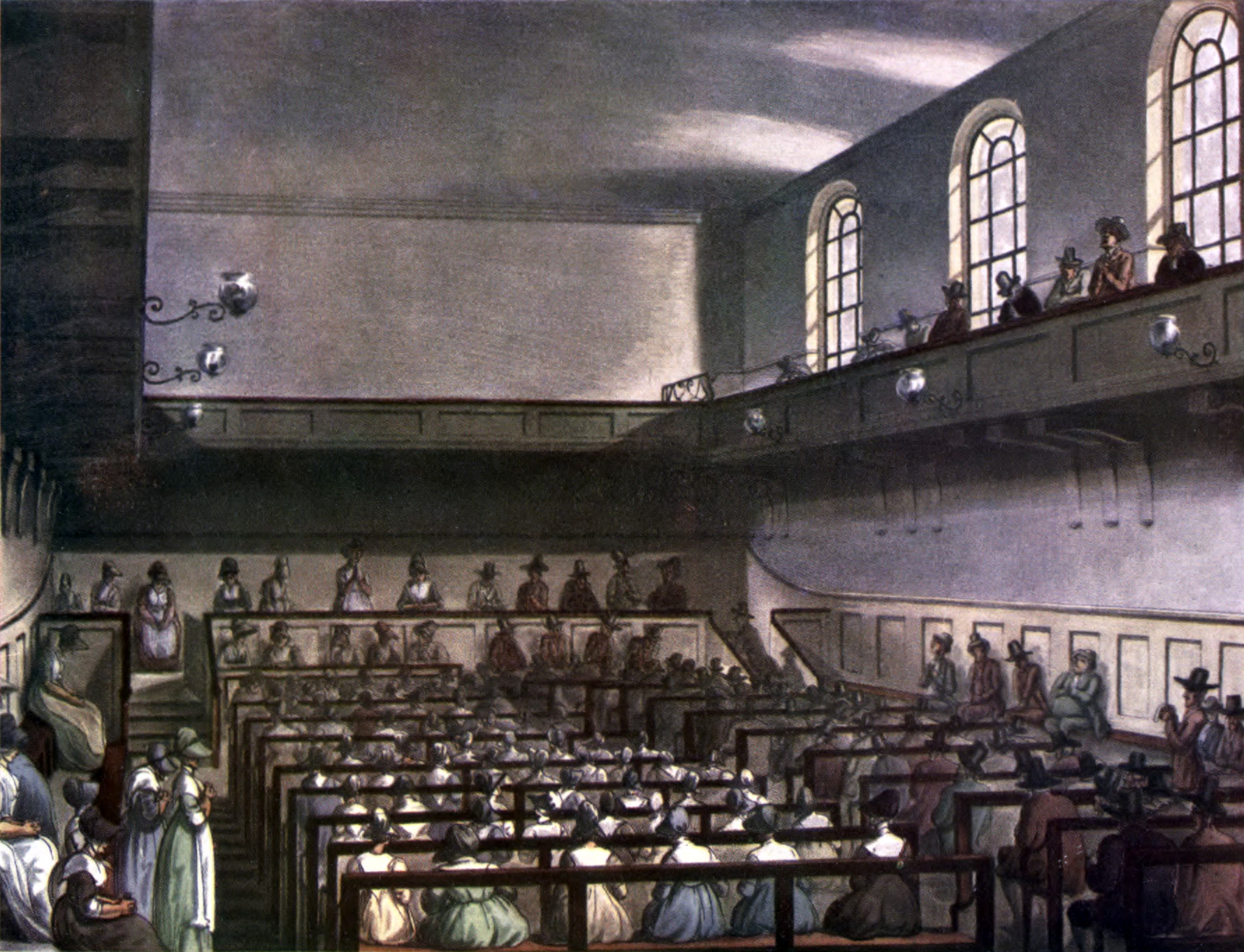
Amigos Conservadores adorando en Londres en 1809. Los Amigos visten el tradicional traje sencillo. En la parte delantera de la casa de reuniones, los Ministros Registrados se sientan en una galería de ministros elevada de cara al resto de la reunión, con los ancianos sentados en el banco frente a ellos, también de cara a la reunión. Los hombres y las mujeres están segregados, pero ambos pueden ministrar.

Los Amigos Conservadores (también conocidos como "Wilburitas" en honor a su fundador, John Wilbur), comparten algunas de las creencias de Fox y de los Primeros Amigos. Muchos wilburitas se consideran a sí mismos como los cuáqueros cuyas creencias son más fieles a la doctrina cuáquera original, argumentando que la mayoría de los Amigos "se separaron" de los wilburitas en los siglos XIX y XX (y no a la inversa). Los Amigos conservadores confían en la guía inmediata de Dios. Rechazan toda forma de simbolismo religioso y los sacramentos externos, como la Eucaristía y el bautismo en agua. Los Amigos conservadores no creen en confiar en la práctica de ritos y sacramentos externos en su relación viva con Dios a través de Cristo, creyendo que la santidad puede existir en todas las actividades de la vida diaria de uno - y que toda la vida es sagrada en Dios. Muchos creen que una comida celebrada con otros puede convertirse en una forma de comunión con Dios y con los demás.
Los Amigos conservadores de Estados Unidos forman parte de tres pequeñas Juntas Anuales Cuáqueras en Ohio, Carolina del Norte y Iowa. La Junta Anual de Ohio (conservadora) se considera generalmente la más centrada en la Biblia de las tres, y conserva a los cuáqueros cristianos que utilizan un lenguaje sencillo, visten con ropa sencilla, y es más probable que vivan en pueblos o zonas rurales que los Amigos conservadores de sus otras dos Juntas Anuales.
En 2007, la membresía total de estas Juntas Anuales era de alrededor de 1642, lo que las convierte en alrededor del 0,4% de la familia mundial de cuáqueros.

### Evangélica

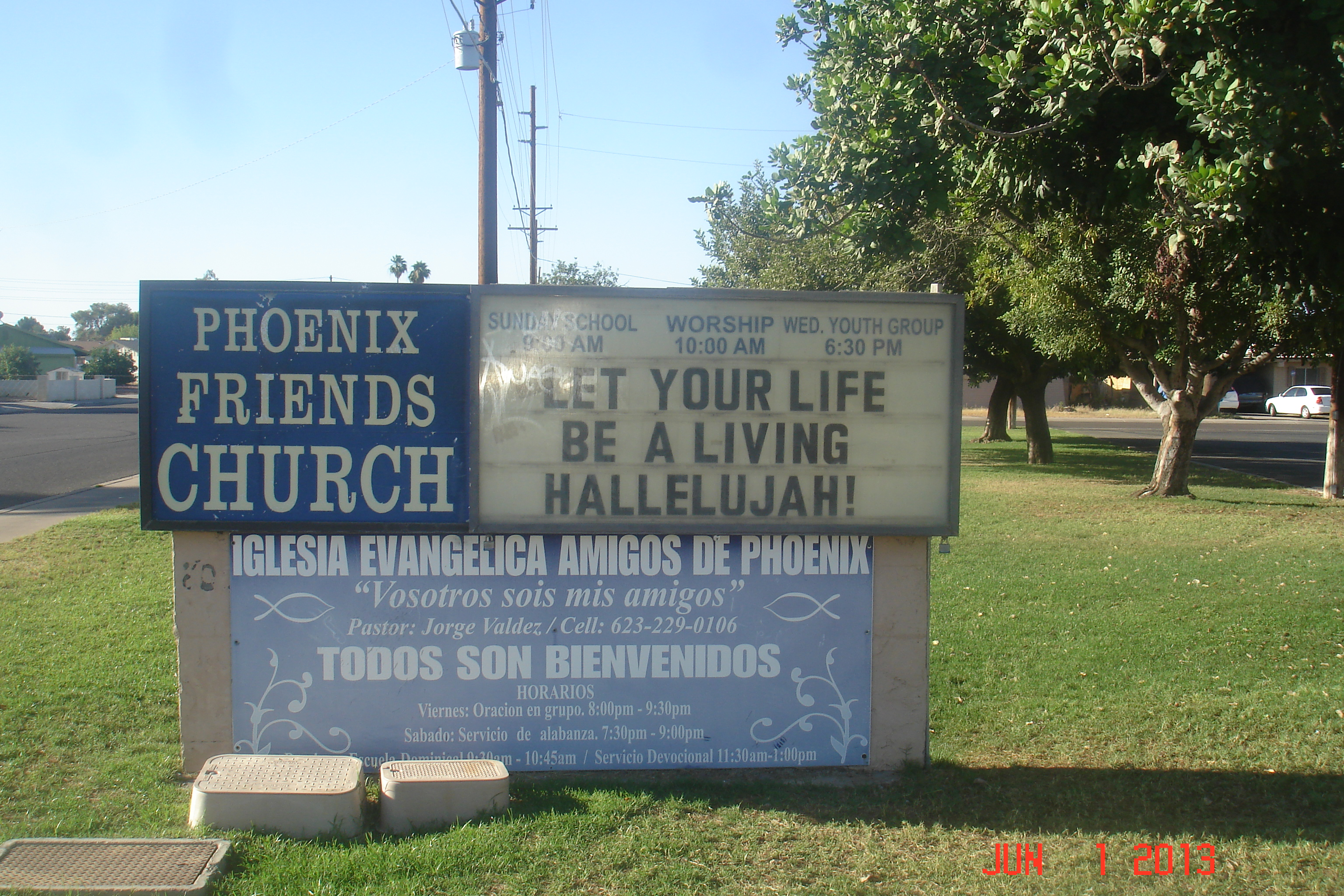
Signo a la entrada de Phoenix Iglesia de los Amigos.

Los Amigos Evangélicos consideran a Jesucristo como su Señor y Salvador personal, y tienen creencias religiosas similares a las de otros evangélicos cristianos. Creen en la sustitución penal de la atención de Cristo en la Cruz del Calvario, en la infalibilidad bíblica y en la necesidad de que todos experimenten una relación con Dios personalmente. Creen que la Iglesia Evangélica de los Amigos está destinada a evangelizar a los no salvos del mundo, para transformarlos espiritualmente mediante el amor de Dios y el servicio social a los demás. Consideran que la Biblia es la Palabra de Dios infalible y autoautentificable. La declaración de fe de Amigos Evangélicos Internacional es comparable a la de otras iglesias evangélicas. Los miembros de Amigos Evangélicos Internacional se encuentran principalmente en Estados Unidos, América Central y Asia.
A partir de la década de 1880, algunos Amigos comenzaron a utilizar los sacramentos externos en sus servicios dominicales, primero en la Iglesia de los Amigos Evangélica-Región Este (entonces conocida como Junta Anual de Ohio [Damasco]). La Iglesia de los Amigos-Región Suroeste también aprobó dicha práctica. En los lugares donde los Amigos Evangélicos se dedican a la labor misionera, como en África, América Latina y Asia, el bautismo de adultos se realiza por inmersión en agua. En esto se diferencian de la mayoría de las otras ramas de la Sociedad Religiosa de los Amigos. La EFCI afirmaba en 2014 que representaba a más de 140.000 Amigos, alrededor del 39 por ciento del número total de Amigos en todo el mundo.

### Gurneyites
Los Amigos Gurneyitas (también conocidos como Amigos de la Reunión Unida) son seguidores modernos de la teología evangélica cuáquera especificada por Joseph John Gurney, un Amigo británico del siglo XIX. Constituyen el 49 por ciento del total de cuáqueros en todo el mundo. Ven a Jesucristo como su Maestro y Señor y favorecen el trabajo estrecho con otras iglesias cristianas protestantes. Los Amigos Gurneyitas equilibran la autoridad de la Biblia como palabras inspiradas de Dios con la experiencia personal y directa de Dios en sus vidas. Tanto los niños como los adultos participan en la educación religiosa, que hace hincapié en las enseñanzas cristianas ortodoxas de la Biblia, en relación con la historia cristiana ortodoxa cuáquera y los testimonios cuáqueros. Los Amigos Gurneyitas suscriben un conjunto de doctrinas cristianas ortodoxas, como las que se encuentran en la Declaración de Richmond de fe. En años posteriores surgió un conflicto entre los Amigos Gurneyitas sobre la Declaración de fe de Richmond, pero después de un tiempo, fue adoptada por casi todas las juntas anuales gurneyitas. La Junta de Cinco Años de los Amigos reafirmó su lealtad a la Declaración de fe de Richmond en 1912, pero especificó que no debía constituir un credo cristiano. Aunque el gurneyismo era la principal forma de cuaquerismo en la Gran Bretaña del siglo XIX, los Amigos gurneyístas también se encuentran hoy en América, Irlanda, África y la India. Muchos Amigos Gurneyitas combinan el culto "en espera" (no programado) con prácticas habituales en otras iglesias cristianas protestantes, como la lectura de la Biblia y el canto de himnos. Una pequeña minoría de Amigos Gurneyitas practican un culto totalmente no programado.

### Santidad
Los Amigos de la Santidad están fuertemente influenciados por el movimiento de santidad, en particular por la doctrina de John Wesley sobre la perfección cristiana, también llamada "entera santificación". Esta doctrina afirma que amar a Dios y a la humanidad totalmente, como lo ejemplificó Cristo, permite a los creyentes librarse del pecado voluntario. Este fue un punto de vista dominante dentro del cuaquerismo en el Reino Unido y Estados Unidos en el siglo XIX, e influyó en otras ramas del cuaquerismo. Los Amigos de la Santidad sostienen (apoyándose en escritos que incluyen el mensaje de George Fox sobre la perfección) que los primeros Amigos tenían esta comprensión de la santidad.
En la actualidad, algunos Amigos mantienen creencias de santidad dentro de la mayoría de las juntas anuales, pero es la visión teológica predominante de la Junta Anual Central de Amigos, (fundada en 1926 específicamente para promover la teología de la santidad) y de la Misión de Santidad de la Iglesia Evangélica de los Amigos de Bolivia (fundada por misioneros de esa junta en 1919, el mayor grupo de Amigos en Bolivia).

### Liberales
El cuaquerismo liberal generalmente se refiere a los Amigos que toman ideas del cristianismo liberal, a menudo compartiendo una mezcla similar de ideas, como una hermenéutica bíblica más crítica, a menudo con un enfoque en el evangelio social. Las ideas de la de Dios en cada uno y la luz interior fueron popularizadas por el Amigo estadounidense Rufus Jones a principios del siglo XX, él y John Wilhelm Rowntree originaron el movimiento. Los Amigos Liberales predominaron en Gran Bretaña en el siglo XX, entre las reuniones estadounidenses afiliadas a la Conferencia General de los Amigos, y en algunas reuniones de Canadá, Europa, Australia, Nueva Zelanda y Sudáfrica.
Estas ideas siguen siendo importantes en la comprensión de Dios de los Amigos liberales. Destacan la importancia de las buenas obras, en particular de llevar una vida que mantenga las virtudes predicadas por Jesús. A menudo hacen hincapié en el pacifismo, en tratar a los demás con igualdad, en vivir con sencillez y en decir la verdad.
Al igual que los Amigos conservadores, los Amigos liberales rechazan el simbolismo religioso y los sacramentos como el bautismo en agua y la eucaristía. Aunque los Amigos Liberales reconocen el potencial de estas formas externas para despertar experiencias de la Luz interior de Cristo, no forman parte de su culto y se consideran innecesarias para la auténtica espiritualidad cristiana.
La Biblia sigue siendo el centro del culto de la mayoría de los Amigos Liberales. Casi todas las reuniones la ponen a disposición de los asistentes en la casa de reuniones, (a menudo en una mesa en el centro de la sala), que pueden leer en privado o en público durante el culto. Sin embargo, los Amigos liberales decidieron que las Escrituras deben ceder ante la dirección de Dios, si éste les guía de forma contraria a la Biblia. Muchos Amigos también están influenciados por los teólogos cristianos liberales y la moderna crítica bíblica. A menudo adoptan una hermenéutica bíblica no propositiva, como la creencia de que la Biblia es una antología de las creencias y sentimientos de los autores humanos sobre Dios, en lugar de la Sagrada Escritura, y que son aceptables múltiples interpretaciones de las Escrituras.
Los Amigos liberales creen que una confesión de fe corporativa sería un obstáculo, tanto para la escucha auténtica como para una nueva visión. Como forma de cristianismo no confesional, el cuaquerismo liberal es receptivo a una amplia gama de interpretaciones de la religión. La mayoría de las Juntas Anuales Cuáqueras Liberales publican un Fe y Práctica que contiene una gama de experiencias religiosas de lo que significa ser un Amigo en esa Junta Anual.

## Personajes y organizaciones
La actriz Judi Dench, ganadora del Óscar 1999 a la Mejor Actriz Secundaria, se define como practicante de esta confesión religiosa, al igual que James Dean en su época y Ben Kingsley [cita requerida]. También es (o fue) cuáquera la cantante Joan Báez.
Entre sus adherentes más conocidos se encuentran dos presidentes estadounidenses: Herbert C. Hoover y Richard M. Nixon (en su juventud y de la rama evangélica); el fundador de Pensilvania, William Penn; el aventurero Daniel Boone; el Premio Nobel de la Paz (1959) Philip J. Noel-Baker, el artista James Turrell, el pintor Benjamin West, el reconocido poeta estadounidense Walt Whitman y Thomas Hodgkin, descubridor de la Enfermedad de Hodgkin, hoy denominada Linfoma de Hodgkin. Joseph Lister, cirujano inglés padre de la asepsia y antisepsia, que estudió en la Universidad de Londres, una de las pocas que admitía cuáqueros en su tiempo. George Ellis referente de la cosmología teórica en la actualidad, también se adhiere a esta rama religiosa.
Frederick Winslow Taylor (1856-1915), procedente de una familia de cuáqueros de principios rígidos, fue un ingeniero industrial y economista estadounidense, promotor de la organización científica del trabajo y es considerado el padre de la Administración Científica.
Los cuáqueros han sido conocidos por su activismo social y han realizado campañas contra el comercio de esclavos y también por los derechos de las mujeres, así como por los derechos de minorías como los presos o los homosexuales. Algunas renombradas organizaciones de carácter social fueron fundadas con la participación de cuáqueros y recibieron importante influencias de estos, como Amnistía Internacional, Greenpeace y Oxfam entre otras.

## En España
En España, durante la Guerra civil, su dedicación a los más desfavorecidos, con especial predilección por las mujeres y los niños, los llevó a Murcia y Barcelona donde procuraron transporte, refugio, alimento, vestido, educación, sanidad y seguridad a los niños desplazados y refugiados. En 1937 las organizaciones cuáqueras constituyeron la Comisión Internacional para la Ayuda a los Niños Refugiados de España, llamada simplemente Comisión Internacional. La historiadora Rosa Serra, autora del libro Entre dos fuegos, ha estudiado su labor humanitaria en España. Otro estudio es del autor Howard E. Kershner que publicó en 2011 La labor asistencial de los cuáqueros durante la guerra civil española. 
También se sabe de la ayuda prestada a los republicanos españoles en los campos de internamiento del sur de Francia.

## Sistema penitenciario pensilvánico
Esta sociedad introdujo a lo largo del siglo XVII ciertas variaciones en el sistema penitenciario que se estaba llevando a cabo hasta entonces. Entre las novedades introducidas destacan el aislamiento celular interno individual continuo e ininterrumpido (diario y nocturno) con la obligación de trabajar en la misma celda y de guardar silencio. Si bien hoy en día este tipo de prácticas pueden considerarse como tratos de lesa humanidad, en aquel momento se justificaban para evitar la denominada contaminación criminal, es decir, la enseñanza y aprendizaje de prácticas criminales. Además, el aislamiento absoluto constituía una manera para evitar las infracciones disciplinarias y sus consiguientes sanciones. Del mismo modo, la imposibilidad de quebrantamiento del silencio constituía una buena manera de producir el remordimiento y la reflexión personal sobre las conductas cometidas.